# Aprilia SR GT
L'Aprilia SR GT è uno scooter prodotto dalla casa motociclistica italiana Aprilia dal 2022.

## Descrizione

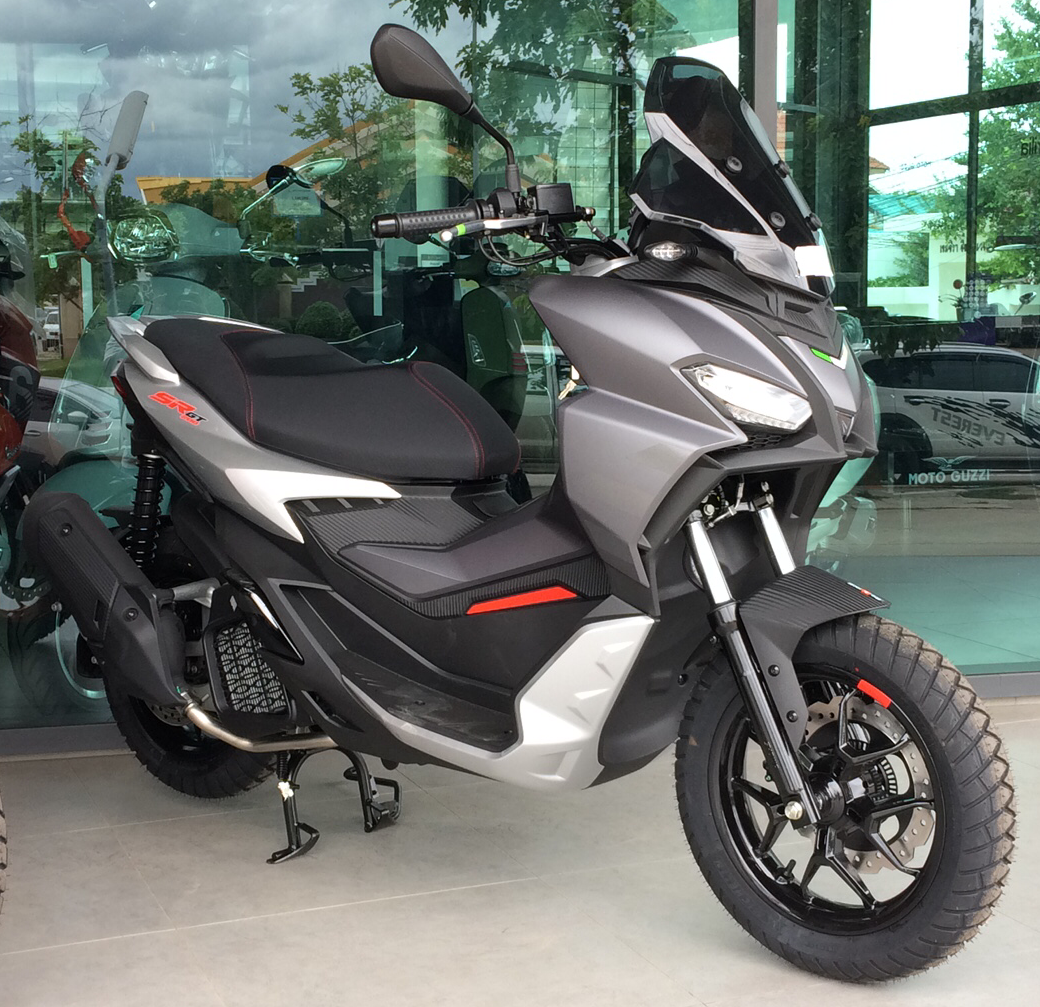
SR GT "standard"

L'SR GT è uno scooter GT di tipo "advendure" con ruote semi-tassellate e assetto rialzato con 175 mm di luce minima da terra. Presentato ad EICMA 2021, le vendita sul mercato europeo sono iniziate dalla primavera del 2022 mentre sui mercati asiatici viene venduto dal giugno dello stesso anno. La produzione avviene nello stabilimento Piaggio di Vinh Phuc, Hanoi, in Vietnam.
Presenta una estetica sportiva con ampio tunnel centrale e un manubrio motociclistico, strumentazione digitale in bianco e nero e fanali Full LED sia anteriori che posteriori. Il vano sottosella ha un volume di 25 litri mentre il vano nel retro scudo ospita la presa USB.  
Il telaio specifico è a doppia culla in tubi di acciaio con sospensioni Showa. La forcella anteriore ha steli da 33 mm di diametro con escursione di 122 mm, mentre al posteriore è presente una coppia di ammortizzatori con molla elicoidale con escursione di 102 mm, regolabile nel precarico su 5 posizioni. I cerchi anteriori sono da 14” mentre al posteriore da 13”, montati su pneumatici che misurano 110/80 all'anteriori e 130/70 al posteriori. 
La lunghezza è di 1920 mm, la larghezza di 765 mm, il passo misura 1350 mm e la sella è alta 799 mm da terra.
I motori sono i monocilindrici Piaggio i-get a quattro tempi nelle cilindrate 125 e 200 cm³ entrambi omologati Euro 5. Il 125 cm³ eroga 11 kW (15 CV) a 8750 giri/min e 12 Nm di coppia massima a 6500 giri/min, mentre il 200, derivato dall'unità 125 e con cubatura effettiva di 174 cm³, eroga 13 kW (17,7 CV) di potenza a 8500 giri/min e 16,5 Nm di coppia massima a 7000 giri/min. Entrambi hanno il sistema Start & Stop di serie.
L'impianto frenante è composto da doppio disco all'anteriore da 260 mm e da uno singolo al posteriori da 220 mm entrambi con disegno a margherita sul modello 200 e sul 125 Sport, mentre sul 125 standard al posteriore c'è un disco tradizionale. La frenata combinata CBS è di serie sul 125, mentre il 200 monta l’ABS monocanale. La massa totale dichiarata è di 144 kg per il 125 e di 148 kg per il 200.